# AV idol
Con il termine AV idol (AV女優?, AV joyū, "attrice di video per adulti") si intende una idol giapponese che lavora nel campo del cinema pornografico. Sin dall'alba dell'industria dei film pornografici giapponesi nei primi anni ottanta, centinaia di AV idol hanno debuttato ogni anno, con una carriera della durata media di un anno e con l'apparizione in un numero di video dai 5 ai 10. Le AV Idol più prestigiose, invece, posseggono una carriera più longeva e/o dei riconoscimenti di alto livello da parte del pubblico.

## L'industria video pornografica in Giappone

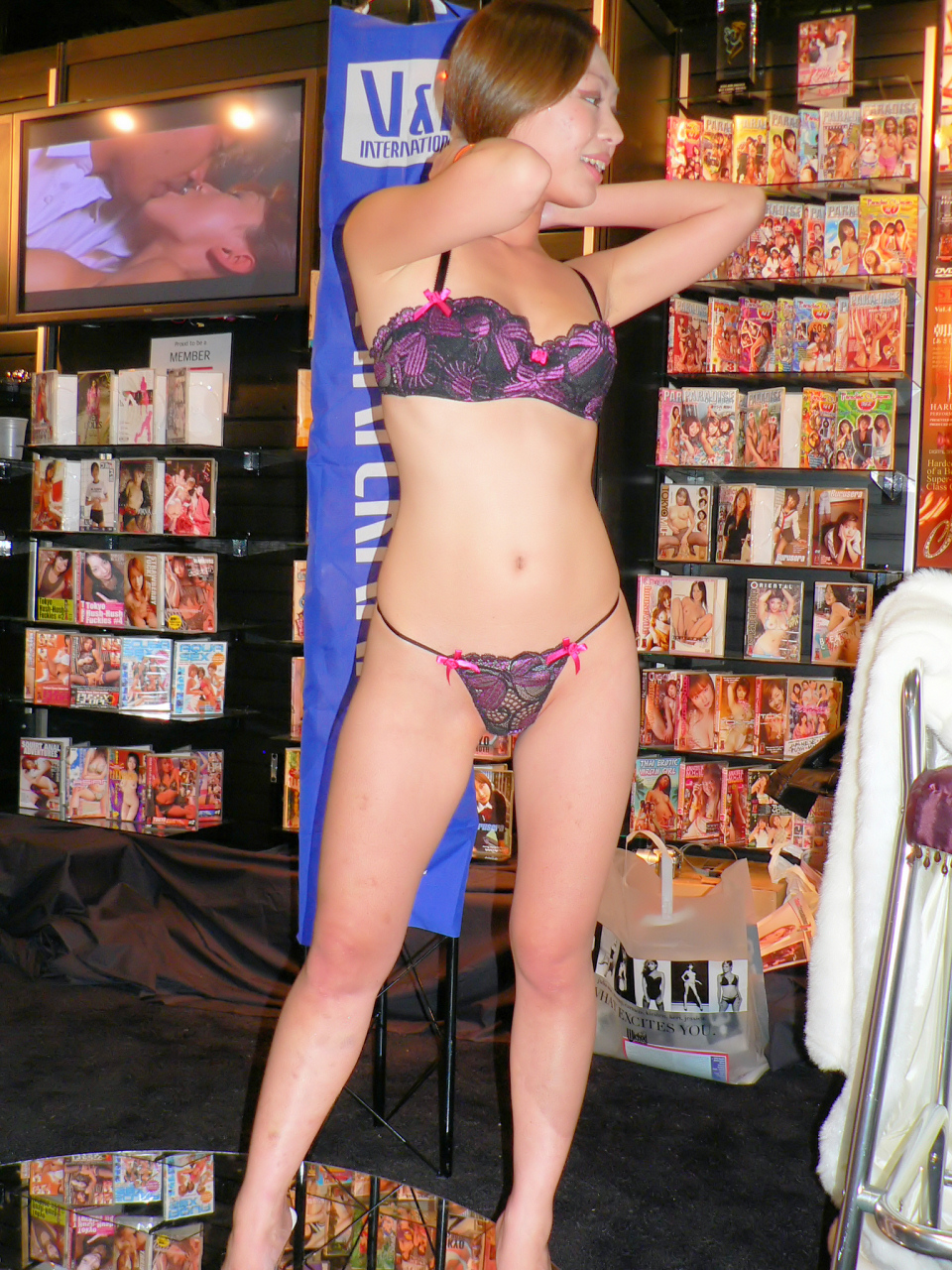
Fiera di attrici AV negli Stati Uniti d'America. Le attrici AV popolari spesso frequentano fiere del porno per scambi di strette di mano, incontri con i fan e sessioni di foto

In Giappone la linea di demarcazione tra l'intrattenimento per "adulti" e quello dedicato alla "famiglia" non è così chiara come in altri paesi. Non è difficile trovare esempi di celebrità apparse in film pornografici che hanno avuto in passato una carriera nell'industria televisiva, come non è raro che un'attrice AV possa diventare in futuro una celebrità in TV. Fornander afferma che "un passato nell'industria pornografica non è più necessariamente uno scheletro nell'armadio. In alcuni casi è una mossa per fare carriera".
Il mercato degli AV, o "Adult Video", è una delle maggiori industrie in Giappone incassando una cifra pari a circa 400 miliardi di yen all'anno. Nel 1992 è stato riportato che oltre 11 film pornografici venivano girati ogni giorno da oltre 70 sole produzioni residenti a Tokyo. È stato stimato che l'industria AV costituisce circa il 30% dei video noleggiati in Giappone, e che nel 1994, tra video legali e non, circa 14 000 video AV all'anno erano stati girati in Giappone in contrasto con i circa 2500 degli Stati Uniti.

## Le attrici AV
Le performer AV erano spesso delle attrici che non riuscivano ad affermarsi e che non riuscivano a trovare lavoro nei Pinku eiga o come ragazze delle soapland. Alla star AV Kaoru Kuroki è stato attribuito l'aumento dello "stato" delle AV Idol agli occhi del pubblico. Secondo Rosemary Iwamura, "non sembrava che lei facesse video per mancanza di opzioni ma piuttosto per scelta".
Le attrici AV in Giappone vengono spesso reclutate da scout in giro per Tokyo e dintorni, ad esempio nei quartieri di Roppongi, Shinjuku e Shibuya. Tali scout sono affiliati ad agenzie di talento che prestano le attrici alle compagnie produttrici di AV. Alcune donne desiderano apparire in video essendo associate alle compagnie di produzione, ma di solito invece appartengono alle agenzie di talento. Tipicamente alla compagnia di produzione costa 1,5 milioni di yen, o più, l'apparizione di un'attrice in un video. Le attrici AV guadagnano tra i ¥200 000 e i 4 milioni di yen per video. Steve Scott, presidente della Third World Media, compagnia importatrice di film per adulti giapponesi negli Stati Uniti, ha stimato che una "AV Star" di buon livello potrebbe guadagnare vicino ai ¥36 milioni.
I fan delle attrici AV sono invitati a seguire il progresso delle loro carriere dopo l'apparizione in molti video. Nel loro "video di debutto" le attrici vengono introdotte come "new face" (nuovo volto), e la loro inesperienza viene messa in primo piano in un'intervista che precede la performance e le scene di sesso. In seguito, il pubblico segue il cammino dell'attrice, e la sua eventuale specializzazione, dopo l'apparizione in cinque video, in uno specifico genere, come quello lesbico o SM. Una volta che l'attrice si è dimostrata una mature AV star, allora ha l'opzione di continuare con altri generi AV più estremi, ritirarsi, oppure riemergere sotto un nuovo nome come nuovo volto.

## Tipi di AV idol
Bornoff identifica alcuni stereotipi di AV giapponesi come, "la segretaria puritana, la vergine della porta accanto, la contadina selvatica, la ragazza che pratica aerobica col body aderente, il predatore sessuale delle Onsen" e, ultimo ma non meno importante, "la sgualdrina autoritaria che ha un rapporto sessuale con una gang bang sul pavimento". Inoltre, "Tarzan" Yagi, un noto direttore di AV, afferma che un'attrice AV di successo dovrebbe adattarsi in un ruolo facilmente identificabile nel quale, "può essere identificata con uno sguardo, rendendo facile per il pubblico l'identificazione del tipo che preferisce". Per Yagi tali tipi sono "la ragazza esile, la 'Lolita', la prosperosa e così via...".
Alcuni tipi di AV idol più importanti includono:

### Prosperose
Quando AV idol dal grande seno come Kyōko Nakamura ed Eri Kikuchi scomparvero dalle scene, Noriyuki Adachi lanciò nel 1989 il debutto di Kimiko Matsuzaka in un periodo nel quale ebbero un grande successo i titoli del genere Big Bust Boom (巨乳ブーム?, Kyonyu būmu), ovvero film con attrici dalle tette "esplosive". Negli anni dopo il debutto di Matsuzaka, il mondo degli AV non si fece mancare altre AV idol prosperose come Hitomi Tanaka, Marina Matsushima, Miki Sawaguchi, Mariko Morikawa Rin Aoki e Anna Ohura. Dalla metà degli anni novanta, il genere "Big Bust" divenne il principale per l'industria AV.

### Mature
La maggior parte delle attrici AV debuttano nell'industria AV giapponese nella tarda adolescenza. Comunque, nella metà degli anni novanta, ci fu un'evidente tendenza verso titoli con "donne mature". Mentre i debutti giovanili restano la norma, questa tendenza aprì la strada a futuri debutti di AV mature come Aki Tomosaki nel 2000, Asuka Yūki nel 2005 e Maki Tomoda nel 2006, che avevano tutte e tre debuttato dopo i trent'anni. Codeste divennero popolari con la partecipazione in titoli del genere "incesto". In altri casi attrici con carriere particolarmente lunghe, come ad esempio Aika Miura, possono con il tempo modificare il proprio personaggio interpretando donne via via più mature e dalla sessualità più complessa rispetto a quella delle esordienti.